# Lepidozona nipponica
Lepidozona nipponica är en blötdjursart som först beskrevs av Berry 1918.  Lepidozona nipponica ingår i släktet Lepidozona och familjen Ischnochitonidae. Inga underarter finns listade i Catalogue of Life.